# Evelyn Ntoko Mase
Evelyn Ntoko, född Evelyn Ntoko Mase den 18 maj 1922 i Ngcobo i Östra Kapprovinsen, död 30 april 2004 i Johannesburg, var Nelson Mandelas första hustru. Hon var, liksom Mandela själv, från Transkei i Sydafrika men de möttes i Johannesburg. De skilde sig 1957 efter 13 års äktenskap på grund av de påfrestningar som orsakades av hans omfattande frånvaro, hans revolutionära arbete och det faktum att hon var medlem av Jehovas vittnen, en religion som kräver politisk neutralitet. Paret hade tillsammans fyra barn: sönerna Madiba (Thembi) och Makgatho och döttrarna som både hette Makaziwe. Den första dottern dog vid nio månader ålder och den andra dottern uppkallades efter henne. Makaziwe arbetar idag som sjuksköterska; Thembi dog i en bilolycka 1969 och Makgatho dog av aids 2005.

## Biografi
Evelyn Ntoko var en Xhosa av Transkei och dotter till en minderårig. Hennes far dog som barn och lämnade sin andra fru och sina sex barn. Tre av syskonen dog medan de fortfarande var unga, medan Evelyns mor dog vid 12 års ålder, och lämnade henne och hennes syster Kate i sin äldre brors vård. Sam Mase. En god kristen, Sam hade en nära vänskap med sin kusin, Walter Sisulu, med vilken han hade gått i skolan. År 1928 flyttade Sisulu till Soweto, Johannesburg, och fick sitt hem i östra Orlandocanton, som senare kommer att vara förenat med Sam. Han blev politiserad och uppmanade Sisulu att läsa vänsterverk och gå med i ANC. År 1939 gick Evelyn med sin bror och kusin för att träna som sjuksköterska på det icke-europeiska sjukhuset i Hillbrow och därmed uppfylla hennes senmoderas önskningar. Där blir hon vän med Walter Albertinas flickvän, som han träffade 1941, och som han gifte sig 1944.
Ntoko flyttade till Cofimvaba, i östra delen av Kapstaden, där hon öppnade en butik och fastnade en annons till portalen och bad media att lämna henne ensam. En journalist, Fred Bridgland, lyckades få en intervju där han diskuterade förslag till Mandelas släpp från fängelse. Hon var arg på situationen och trodde att hon blev behandlad som en andra gången av Kristus och förkunnade: "Hur är det att en man som begått äktenskapsbrott och lämnade sin fru och barn till Kristus är Kristus? hela världen berömmer Nelson för mycket, han är bara en man. "
Evelyn Ntoko tillbringade det mesta av sina senare år som missionär för Jehovas vittnen. Hon behöll namnet Mandela men gifte sig i slutet av 1990-talet med Simon Rakeepile, en pensionerad affärsman från Soweto.
Hon dog den 30 april 2004. Mandela deltog i begravningen med sin andra och tredje fru.